# Trey Hilderbrand
Trey Hilderbrand (* 15. Mai 2000 in San Antonio, Texas) ist ein US-amerikanischer Tennisspieler.

## Karriere

### Junior Tour und College
Hilderbrand war als Junior an Position 2 in den USA gelistet. Auf der ITF Junior Tour nahm er im Einzel und Doppel vier- bzw. dreimal an Grand-Slam-Turnieren teil, wo sein bestes Resultat im Einzel das Viertelfinale in Wimbledon war. Im Doppel stand er im selben Jahr bei den US Open ebenfalls unter den besten Acht. In der Junioren-Rangliste erreichte er mit Platz 31 seine höchste kombinierte Notierung. Auf Turnieren der niedrigeren Kategorien gewann er im Einzel sechs und im Doppel Titel. Er wurde während des Studiums dreimal zum All-American ernannt, davon zweimal im Doppel.
Nach der Schule entschied sich Hilderbrand für ein Tennisstipendium. An der University of Central Florida studierte er im Fach Sports exercise and science und war vor allem im College Tennis aktiv. Für sein letztes Jahr wechselte er an die Texas A&M University und machte dort 2023 seinen Abschluss.

### Profilaufbahn
Bei den Profis spielte Hilderbrand zeitgleich zu seinem Studium erste Turniere. Im Einzel kam er dabei noch bei keinem Turnier über das Viertelfinale hinaus. 2024 schaffte er erstmals den Sprung unter die Top 1000 der Weltrangliste. Erfolge weist er vor allem im Doppel auf. 2022 gewann Hilderbrand auf der drittklassigen ITF Future Tour seine ersten sechs Titel, die ihn das Jahr auf Platz 518 abschließen ließen. Zwei weitere Titel sowie der erstmalige Einzug ins Halbfinale auf der ATP Challenger Tour in Lima verbesserten ihn 2023 um weitere 100 Positionen.
2024, in der ersten Saison ohne Studium, gelang ihm der Durchbruch. Er spielte einige Turniere mit dem Libanesen Hady Habib. Mit ihm schaffte er im Mai 2024 das erste Mal den Einzug in ein Challenger-Finale in Santos, wo die beiden allerdings verletzungsbedingt nicht antreten konnten. Knapp einen Monat später gewannen sie dann nacheinander die Challengers Südamerikas in Santa Fe, Lima und Santa Cruz. Diese Erfolge sowie drei weitere Halbfinalteilnahmen verhalfen Hilderbrand zum Sprung unter die Top 200 des Doppels.

## Erfolge
| Legende (Anzahl der Siege) |
| Grand Slam                 |
| ATP Finals                 |
| ATP Tour Masters 1000      |
| ATP Tour 500               |
| ATP Tour 250               |
| ATP Challenger Tour (5)    |

### Doppel

#### Turniersiege
| Nr. | Datum              | Turnier    | Belag         | Partner         | Finalgegner                         | Ergebnis          |
| --- | ------------------ | ---------- | ------------- | --------------- | ----------------------------------- | ----------------- |
| 1.  | 8. Juni 2024       | Santa Fe   | Sand          | Hady Habib      | Ignacio Carou Facundo Mena          | 6:75, 6:2, [10:4] |
| 2.  | 15. Juni 2024      | Lima       | Sand          | Hady Habib      | Pedro Boscardin Dias Pedro Sakamoto | 7:5, 6:3          |
| 3.  | 22. Juni 2024      | Santa Cruz | Sand          | Hady Habib      | Finn Reynolds Matías Soto           | 3:6, 6:3, [10:7]  |
| 4.  | 14. September 2024 | Las Vegas  | Hartplatz     | Alex Lawson     | Tristan Boyer Tennyson Whiting      | 6:79, 7:5, [10:8] |
| 5.  | 11. Januar 2025    | Oeiras     | Hartplatz (i) | George Goldhoff | Kaichi Uchida Denis Jewsejew        | 7:5, 2:6, [10:5]  |